# Darro (Fluss)
Der Río Darro ist ein Fluss in der Provinz Granada im Südosten Spaniens.

## Name
Die Namensherkunft ist ungeklärt, historisch dokumentiert ist der Name erst in andalusischen Quellen. Ein plausible These ist jedoch, dass der arabisch tradierte Name eine Verballhornung des lateinischen dat aurum ('gibt Gold') ist. Eine arabisch tradierte Namensform Hadarro könnte auf das Sephardische zurückgehen, dann wäre das ha- der hebräische Artikel. Im 11. Jahrhundert war Granada unter den Andalusiern auch als Ġarnāṭa al-Yahūd bekannt.  

## Verlauf
Die letzten 1,6 Kilometer des Verlaufs bis zur Mündung in den Genil am Paseo del Violón in Granada sind seit dem 19. Jahrhundert durch die Plaza Nueva, die Calle Reyes Católicos und die Acera del Darro überbaut, bei der Kirche Santa Ana y San Gil verschwindet der Fluss im Untergrund. 

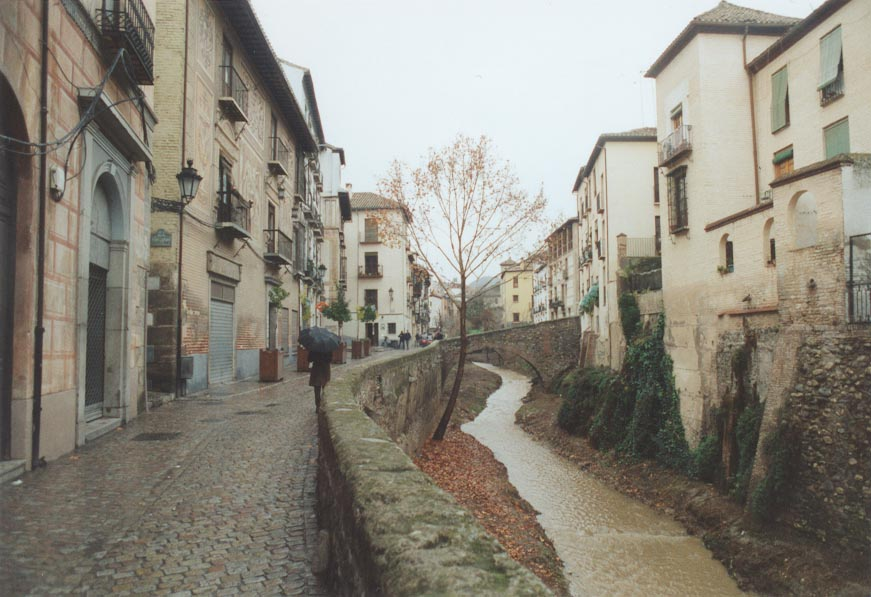
Der Río Darro in Granada
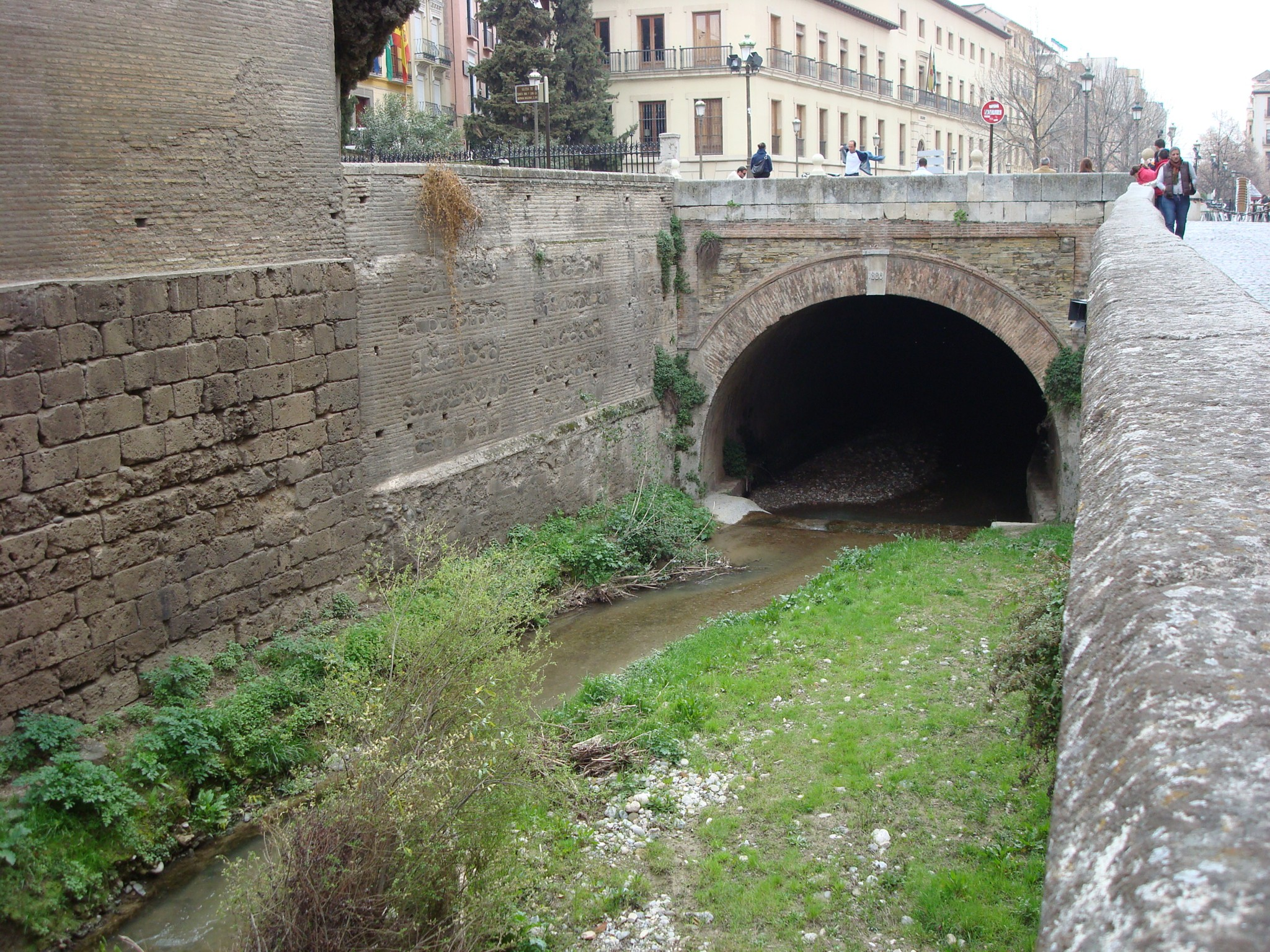
An der Kirche Santa Ana y San Gil verschwindet der Fluss im Untergrund

## Sehenswürdigkeiten
Da der Darro zwischen der Altstadt von Granada, dem Albaicín und Spaniens wohl berühmtesten Bauwerk, der Alhambra herfließt, befindet sich an seinem städtischen Verlauf eine Reihe von Sehenswürdigkeiten. 
- Alhambra
- Bañuelo
- Maristan
- Konvent La Zafra und San Pedro y San Pablo
- Kirche San Gil y Santa Ana
- Puente del Cadí (fälschlicherweise so benannt)
- Casa de las Chirimías (~ 'Oboenhaus')
- Archäologisches Museum von Granada
- Paseo de los Tristes (eigentlich Paseo del Padre Manjón ist die Straße unter ihrem inoffiziellen Namen 'Weg der Trauernden' bekannter; im vormotorisierten Zeitalter zogen hier die Trauergemeinden hinaus, um zum hinter der Alhambra auf dem Sabika-Hügel gelegenen städtischen Friedhof zu kommen)